# Sandy McMahon
Sandy McMahon (Selkirk, 16 ottobre 1870 – Glasgow, 25 gennaio 1916) è stato un calciatore scozzese, di ruolo attaccante.

## Carriera

### Club
Ha legato il suo nome indelebilmente al Celtic, squadra nella quale ha militato per 13 stagioni, collezionando 217 presenze e realizzando 171 reti, bottino che lo rende l'ottavo miglior marcatore della storia degli Hoops. Con i biancoverdi ha vinto 4 campionati e tre coppe di Scozia, segnando curiosamente in tutte le finali disputate.
È stato altresì due volte capocannoniere del campionato scozzese (1892-93 e 1893-94).

### Nazionale
Tra il 1892 e il 1902 ha avuto anche l'occasione di vestire la maglia della nazionale scozzese, con la quale ha segnato 6 gol nelle uniche 6 partite disputate.

## Palmarès

### Giocatore

#### Competizioni nazionali
- Campionato scozzese: 4

Celtic: 1892-1893, 1893-1894, 1895-1896, 1897-1898
- Coppa di Scozia: 3

Celtic: 1891-1892, 1898-1899, 1899-1900